# هيومان هيد ستوديوز
هيومان هيد ستوديوز (بالإنجليزية: Human Head Studios)‏، هي شركة ألعاب فيديو أمريكية سابقة، تأسست سنة 1997، وأعلنت حلها سنة 2019.